# 빈 국립음악예술대학교

빈 국립음악예술대학교
빈 국립음악예술대학교(영어: University for Music and Performing Arts Vienna, 독일어: Universität für Musik und darstellende Kunst Wien)는 오스트리아 빈에 위치한 세계적인 명성의 국립 예술 대학교로, 유럽뿐만 아니라 세계 최고의 음악 대학으로 평가받는다. 빈 국립음대(mdw)는 200년 이상의 전통과 혁신을 바탕으로 세계적인 음악가, 작곡가, 지휘자를 배출하며 현대 음악과 고전 음악 발전의 중심 역할을 하고 있다. 현재 약 3100명의 학생들이 약 850명의 교수진으로부터 교육을 받고 있으며, 대학은 예술, 예술-학문 융합, 순수 학문 교육을 제공하는 25개의 기관으로 구성되어 있다. 현재 총장은 울리케 지히(Ulrike Sych)이다.
빈 국립음악예술대학교는 단순한 교육 기관을 넘어, 오스트리아 음악과 예술의 전통을 보존하고, 이를 전 세계로 확산시키는 데 오랫동안 중요한 역할을 해왔다. 오랜 역사와 국제적인 네트워크를 통해, 이 대학은 오늘날에도 음악 및 예술 교육의 세계적 기준을 설정하고 있다.

설립과 역사
빈 국립음악예술대학교(Universität für Musik und darstellende Kunst Wien, mdw)는 1817년에 설립된 오스트리아 빈에 위치한 세계적인 예술 및 음악 교육 기관이다. 유럽 음악 교육의 중심적인 역할을 해온 이 학교는 200년이 넘는 전통과 함께 예술적 혁신을 결합하며 발전해왔다.
1817년~19세기 중반
빈 국립음악예술대학교는 1817년, 빈 음악협회(Gesellschaft der Musikfreunde)의 지원으로 설립되었다.
당시 오스트리아 황제 프란츠 1세(Franz I)의 후원 아래 시작된 빈 국립음대는 안토니오 살리에리(Antonio Salieri)와 같은 저명한 음악가들과 작곡가들이 교수진으로 참여하며 뛰어난 음악가 양성을 목표로 했다.
초기에는 성악과 작곡 교육을 중심으로 운영되었으며, 첫 학기에는 24명의 학생이 참여했다.
1819년, 기악 교육이 도입되면서 오케스트라 악기 교육이 시작되었다. 이 시기에 관현악과 실내악 교육이 이루어졌으며, 작곡과 음악 이론이 교육의 핵심으로 자리 잡았다.
19세기 후반
19세기 중반부터 빈 국립음대는 유럽 내에서 음악 교육의 중심지로 자리 잡았다.
1851년, 빈 음악협회에서 독립된 기관으로 운영되기 시작하면서 더 많은 독립성과 학문적 자유를 얻게 되었다.
이 시기에는 피아노와 오르간 교육이 추가되었으며, 실내악과 오페라와 같은 예술 장르에 대한 전문 교육도 이루어졌다.
빈 국립음대는 이 시기에 뛰어난 음악가들을 배출하며 국제적으로도 명성을 얻었다. 이곳의 교육은 단순히 연주 기술을 배우는 것을 넘어, 작곡, 지휘, 음악 이론 등 학문적 깊이를 더하는 데 중점을 두었다.
20세기
20세기에 들어 빈 국립음대는 다양한 변화를 겪으며 현대적인 종합 예술대학으로 발전했다.
1970년대, 학교 명칭이 현재의 "Universität für Musik und darstellende Kunst Wien"으로 변경되었다. 음악뿐만 아니라 연극, 영화, 음악 치료, 민속음악 등 새로운 학문 분야를 포함하기 시작했다.
이 시기에 빈 국립음대는 구스타프 말러(Gustav Mahler), 아놀드 쇤베르크(Arnold Schönberg), 알반 베르크(Alban Berg), 안톤 베베른(Anton Webern) 등 세계적인 음악가들이 활약하며 학문적 명성과 영향력을 더욱 확장해갔다.
21세기
빈 국립음악예술대학교는 현재 약 3,100명의 학생과 850명의 교수진이 있으며, 25개 학과를 운영하고 있다. 이 학교는 클래식 음악뿐만 아니라 현대 음악, 연극, 영화, 음악 치료 등 다양한 예술 분야를 아우르며 예술 교육의 세계적인 기준을 설정하고 있다.
빈 국립음악예술대학교는 설립 당시부터 현재까지 예술과 학문적 연구를 결합한 교육 방식을 통해 예술적 혁신과 전통을 이어가고 있으며, 빈 필하모닉, 빈 국립오페라극장 등과 긴밀히 협력하며 학생들에게 실무 경험을 제공한다.
또한 매년 오픈 데이(Open Day)를 개최하여 세계 각국의 음악 및 예술 관련 학교와 교육 기관들이 방문하며 방문 학교 간의 교류와 협력을 촉진하는 매개체의 역할을 하고있다.
캠퍼스
빈 국립음대는 빈 3구역의 Anton-von-Webern-Platz 1에 있는 메인 캠퍼스 외에도 총 9개의 다음과 같은 지점이 있다.
Anton-von-Webern-Platz 1, 1030 Wien
Ungargasse 14, 1030 Wien
Lothringerstraße 18, 1030 Wien
Rennweg 8, 1030 Wien
Metternichgasse 12, 1030 Wien
Seilerstätte 26, 1010 Wien
Singerstraße 26A, Eingang Seilerstätte 8, 1010 Wien
Schönbrunner Schlossstraße 47, 1130 Wien
Penzinger Straße 7-9, 1140 Wien

이 거대한 기능적 건축물은 오스트리아 황실 건축국(Hofbauamt)의 절제된 고전주의 양식으로 설계되었으며, 과거 빈 노이슈타트 운하(현재의 S반 철도 노선) 근처에 위치해 있다. 이 건물은 1998년 광장이 명명된 이후 "안톤 폰 베베른 광장 1번지(Anton-von-Webern-Platz 1)"라는 주소를 가지게 되었다.
1776년, 황제 요제프 2세(Joseph II)의 제안으로 이곳의 옛 예수회 농장에 동물병원이 설립되었다. 1821년부터 1823년까지 요한 네포무크 아만(Johann Nepomuk Amann)에 의해 새로운 건물이 세워졌다. 본관은 긴 정면을 링켄 반가세(Linke Bahngasse)를 따라 배치하였으며, 건축 당시에는 1803년에 개통된 운하와 접해 있었다. 이후 여러 부속 건물이 추가로 지어졌다. 카이저슈타인브루흐(Kaisersteinbruch)의 석공 대가들은 넓은 입구 홀을 토스카나식 기둥, 필라스터, 쌍둥이 기둥으로 장식하고, 파란색 결이 비치는 밝은 카이저슈타인(Kaiserstein)으로 넓은 기둥 계단과 개방형 샤프트를 완성하였다.
1975년까지 이 건물은 수의학 대학(Tierärztliche Hochschule)으로 사용되었으며, 이후 1975년부터는 수의학 대학교(Veterinärmedizinische Universität)의 본부로 활용되었다.
1996년, 이 건물은 빈 국립음악예술대학교(Universität für Musik und darstellende Kunst Wien)의 새로운 본부로 선정되었으며, 이후 전면적인 개보수가 이루어졌다.

연구소
Institut für Kompositionsstudien, Ton- und Musikproduktion
작곡, 음향 및 음악 제작 연구소
Institut für Musikleitung
음악 지휘 연구소
Institut für Musikwissenschaft und Interpretationsforschung
음악학 및 해석 연구소
Institut für Konzertfach Klavier
콘서트 피아노 연구소
Fritz Kreisler Institut für Konzertfach Streichinstrumente, Gitarre und Harfe
프리츠 크라이슬러 현악기, 기타 및 하프 연주 전공 연구소
Leonard Bernstein Institut für Konzertfach Blas- und Schlaginstrumente
레너드 번스타인 관악기 및 타악기 연주 전공 연구소
Joseph Haydn Institut für Kammermusik und Neue Musik
요제프 하이든 실내악 및 현대 음악 연구소
Institut für Orgel, Orgelforschung und Kirchenmusik
오르간, 오르간 연구 및 교회음악 연구소
Institut für Gesang und Musiktheater
성악 및 극장 연구소
Institut für Schauspiel und Schauspielregie – (Max Reinhardt Seminar)
연극 및 연출 연구소 – (막스 라인하르트 세미나)
Institut für Film und Fernsehen – (Filmakademie Wien)
영화 및 방송 연구소 – (빈 영화 아카데미)
Institut für musikpädagogische Forschung und Praxis
음악 교육학 연구 및 실천 연구소
Institut für Musik- und Bewegungspädagogik/Rhythmik sowie Musikphysiologie (MRM)
음악 및 동작 교육학/리듬학 및 음악 생리학 연구소
Institut für Musiktherapie
음악 치료 연구소
Institut für Popularmusik
대중음악 연구소
Ludwig van Beethoven Institut für Klavier und Cembalo in der Musikpädagogik
루드비히 판 베토벤 피아노 및 쳄발로 음악 교육학 연구소
Alma Rosé Institut für Streichinstrumente, Gitarre und Harfe in der Musikpädagogik
알마 로제 현악기, 기타 및 하프 음악 교육학 연구소
Franz Schubert Institut für Blas- und Schlaginstrumente in der Musikpädagogik
프란츠 슈베르트 관악기 및 타악기 음악 교육학 연구소
Antonio Salieri Institut für Gesang und Stimmforschung in der Musikpädagogik
안토니오 살리에리 성악 및 발성 연구 음악 교육학 연구소
Anton Bruckner Institut für Chor- und Ensembleleitung sowie Tonsatz in der Musikpädagogik
안톤 브루크너 합창 및 앙상블 지휘와 작곡 음악 교육학 연구소
Institut für Volksmusikforschung und Ethnomusikologie
민속음악 및 민족음악학 연구소
Institut für musikalische Akustik – Wiener Klangstil
음악 음향학 연구소 – 빈 사운드 스타일
Institut für Musiksoziologie
음악 사회학 연구소
Institut für Kulturmanagement und Gender Studies (IKM)
문화경영 및 젠더 연구소 (IKM)
Institut für Alte Musik
고음악 연구소

전공 및 프로그램

빈 국립음악예술대학교(Universität für Musik und darstellende Kunst Wien, mdw)는 다양한 음악, 연극, 영화 및 예술 교육 프로그램을 제공합니다. 다음은 주요 전공 및 프로그램의 목록입니다.
예비 과정
- 관악기 및 타악기
- 현악기, 기타 및 하프
- 건반악기
- 성악 및 성악 교육
- 지휘, 작곡 및 음향 엔지니어링
- 교회음악
- 고음악
- 영재 과정: 관악기, 타악기, 현악기, 기타, 하프, 건반악기
- 초등 음악 교육

마기스터,학사 및 석사 프로그램
- 연주 전공: 현악기, 기타, 하프, 관악기, 타악기, 피아노, 쳄발로, 오르간 등
- 음악 교육학(IGP): 현악기, 기타, 하프, 관악기, 타악기, 피아노, 쳄발로, 오르간, 음악 치료, 리듬 교육, 음악 생리학
- 지휘, 작곡 
- 성악
- 음악 치료
- 민속음악 및 민족음악학
- 연극 및 연출
- 빈 영화 아카데미
- 음악 교육 연구 및 실습
- 음악 및 동작 교육/리듬 교육 및 음악 생리학
- 음악 사회학
- 문화 경영 및 젠더 연구
- 고음악
- 과학
모든 전공은 세분화되어 각각의 전공프로그램이 있음.

박사 프로그램
- 음악 및 공연 예술 박사 프로그램
- 철학박사
이 대학은 학생들에게 전문적인 교육을 제공하며, 각 프로그램은 학문적 연구와 실습을 병행하여 음악과 예술 분야의 우수한 인재를 양성하는 데 초점을 맞추고 있다.
작곡과
세계적인 명성을 자랑하는 작곡과는 현대 음악의 발전에 결정적인 역할을 했으며, 수많은 거장 작곡가들이 이곳에서 배출되었다.
구스타프 말러 (Gustav Mahler): 후기 낭만주의를 대표하는 작곡가이자 지휘자로, 교향곡과 가곡의 발전에 큰 영향을 미쳤다. 그의 작품은 철학적 깊이와 대규모 오케스트라 편성으로 잘 알려져 있다.
아르놀트 쇤베르크 (Arnold Schönberg): 12음 기법(Serialism)의 창시자로 현대 음악의 혁신을 이끌었다. 제 2 빈 악파의 중심인물로, 전통적 조성 체계를 해체하며 현대음악의 새 지평을 열었다.
알반 베르크 (Alban Berg): 쇤베르크의 제자로, 제 2 빈 악파를 대표한다. 표현주의 오페라 《보체크(Wozzeck)》와 《룰루(Lulu)》는 감정적 강렬함과 대중성을 겸비한 걸작으로 평가받는다.
안톤 베베른 (Anton Webern): 쇤베르크의 제자로, 점묘주의적 작곡 방식으로 유명하다. 그의 간결하고 압축된 음악 스타일은 미니멀리즘의 기틀을 다진 중요한 유산으로 여겨진다.
한스 아이슬러 (Hanns Eisler): 쇤베르크의 제자로, 정치적 음악과 영화음악의 개척자이다. 특히 베르톨트 브레히트와의 협업으로 독창적인 음악 세계를 구축했다.
에리히 볼프강 코른골트 (Erich Wolfgang Korngold) : 어린 시절부터 재능을 인정받아 클래식 음악과 할리우드 영화음악에서 모두 성공을 거둔 작곡가
프리드리히 체르하 (Friedrich Cerha) : 현대 오스트리아 음악의 거장으로, 쇤베르크와 베베른의 미완성 작품을 완성하며 현대음악의 해석과 재구성에 중요한 역할을 했다.오페라 《쥐잡는 사람 (Der Rattenfänger)》과 알반 베르크의 룰루 보완작업으로 잘 알려져 있다.
프란츠 폰 주페 (Franz von Suppé) : 낭만주의 시대의 작곡가로, 희극 오페라(오페레타)의 개척자로 잘 알려져 있다. 대표작으로는 《경기병 서곡 (The Light Cavalry Overture)》과 《시인과 농부(Poet and Peasant Overture)》가 있으며, 이 곡들은 현재도 오케스트라와 대중음악에서 자주 연주된다.
올가 노이비르트 (Olga Neuwirth) :오스트리아 현대 음악의 대표 작곡가로, 실험적이고 혁신적인 작품 세계를 구축했다. 그녀의 오페라와 멀티미디어 작업은 현대 예술의 새로운 방향성을 제시한다.
작곡과는 고전 작곡 전통뿐만 아니라 현대 음악 교육에서도 혁신을 선도하며 전 세계 음악계에 큰 영향을 미치고 있다.

지휘과
지휘과 빈 국립음대의 대표적인 학과로, 초기에는 작곡과의 일부로 출발했으나 점차 독립 학문으로 발전하였다.
대표적인 졸업생으로는 구스타프 말러, 한스 스바로프스키, 아르투르 니키슈, 헤르베르트 폰 카라얀, 클라우디오 아바도, 니콜라우스 아르농쿠르, 마리스 얀손스, 주빈 메타, 키릴 페트렌코 외에도 다수의 세계적인 지휘자를 배출하고있다.
지휘과는 오케스트라 지휘와 합창 지휘 교육의 세계적 중심으로, 기술적 숙련과 음악적 해석 능력을 동시에 강조한다.
한국인 출신 강사진
현재 MDW에서는 한국인 출신의 교수들이 있다.
피아니스트 이은주 교수, 바이올리니스트 정상희 교수, 피아니스트 신미정 교수, 피아니스트/오르가니스트 이정현 교수

출신 동문
빈 국립음대는 세계적으로 뛰어난 음악가들을 배출했으며, 국내 동문으로는 피아니스트 김성희, 김정원, 신수정 바이올린리스트 정상희,박경민,이정현,전유진,신선이,소재완 첼리스트 박병훈, 홍성은, 클라리네티스트 이새롬 , 콘트라베이시트스 곽효일, 트럼페티스트 김판주바리톤 박흥우, 안민수, 박주성 지휘자 박은성, 장윤성, 김여진  작곡가 임경은 등이있다.

## 역사
본교는 오랜 역사 속에서 빈 악우협회 음악원, 빈 음악원, 빈 음악 아카데미, 빈 국립 음악 대학 등으로 학교 이름이 개칭되어왔다.
많은 음악가들의 프로필에는 이상의 각 명칭이 자주 등장하지만 오래된 음악가의 경우 거의 현재 빈 국립 음악예술대학을 지칭한다. 빈에는 그간 빈 국립 음악대학(빈 필하모닉 계열)과 빈 시립 음악원(빈 심포니 계열)으로 양분하여 존재해 왔지만, 시립 음악원은 도시의 재정난에 의해 민간에 이전, 빈 사립 음악 예술 대학이 되었다.

### 대학 명칭 변화
- 1817-1909 Konservatorium der Gesellschaft der Musikfreunde
- 1909-1918 K.K.Akademie für Musik und darstellende Kunst
- 1918-1919 Akademie für Musik und darstellende Kunst
- 1919-1923 Staatsakademie für Musik und darstellende Kunst
- 1923-1931 Akademie für Musik und darstellende Kunst sowie
- 1924-1931 FachHochschule für Musik und darstellende Kunst
- 1931-1941 StaatsAkademie für Musik und darstellende Kunst
- 1941-1945 Reichshochschule für Musik Wien
- 1945-1970 Akademie für Musik und darstellende Kunst
- 1970-1998 Hochschule für Musik und darstellende Kunst in Wien
- 1998-현재 Universität für Musik und darstellende Kunst Wien

## 그 밖에
1. 빈 국립음악예술대학교(mdw)와 빈 사립음대(MUK)는 명칭이 비슷해 종종 혼동되지만 명확히 다른 학교이며, 오스트리아에서 국립음대는 그라츠와 빈 두곳뿐이다.
빈 시립음악예술대학교(MUK)는 1938년 '빈 시립 음악학교(Musikschule der Stadt Wien)'로 설립되어, 이후 '빈 시 음악원(Konservatorium der Stadt Wien)'으로 발전했으며, 2005년에는 오스트리아의 사립대학교로 공식 인가를 받아 현재의 명칭인 '빈 사립음악대학교'를 사용하고 있다.
2. 빈 국립음대를 나온사람들이 많아 보이지만 Postgradual 1년과정으로 다닌 사람들, 졸업하지 못한 사람들 또는 다니지않고도 빈 국립음대를 다니거나 졸업했다고 하는 사람이 많으니 조심하는 것도 좋다.